# Drouais
Pour les articles homonymes, voir Drouais (homonymie).
Cet article possède un paronyme, voir Droué.
Le Drouais est une région naturelle de France située au nord de l'Eure-et-Loir, s'étendant dans une moindre mesure dans les Yvelines. Ouvert aux influences de la Normandie, de la Beauce et de l'Île-de-France, il constitue une zone de transition au même titre que son voisin de l'ouest, le Thymerais. Historiquement, le Drouais fait partie de l'Île-de-France, tandis que Nogent-le-Roi et Maintenon font partie de l'Orléanais. Il constitua rapidement une terre stratégique dans les conflits opposant les rois de France aux ducs de Normandie. Aujourd'hui, il s'agit toujours d'un territoire fortement lié à la région parisienne, en particulier au département limitrophe des Yvelines : une partie des communes qui le composent se situe dans l'aire urbaine de Paris.

## Toponymie
Le Drouais est nommé également Dreugésin, en latin Darocassinus, Dorcassinus, Drocassinus, Drocensis ou Drocassensis.

## Géographie
Situé au nord-est du département, aux confins de la Normandie et de l'Île-de-France, le Drouais est l'une des régions naturelles qui composent l'Eure-et-Loir avec le Thymerais, la Beauce, le Dunois et le Perche. Cette région occupe grossièrement les alentours de Dreux, aux confluents de l'Avre, de la Blaise et de l'Eure, ainsi que les terres d'Eure-et-Loir située à l'est de l'Eure et à l'ouest des Yvelines, avec notamment le Pays houdanais. Le Drouais dans les Yvelines représente 25 429 ha soit près de 11 % de la superficie des Yvelines.
Le Drouais est constitué d'un ensemble de vallées creusées dans des plateaux calcaires par l'Eure et ses affluents l'Avre, la Blaise et la Vesgre. Des coteaux de craie apparaissent en bien des endroits et rappellent la Normandie toute proche, impression renforcée par l'existence au XXe siècle de plantations de pommiers et de fromageries (la Feuille de Dreux est un fromage fabriqué dans cette région). Son étendue est relativement stable depuis le milieu du Moyen Âge, et peut-être antérieurement.
À 34 km de Chartres et à 80 km de Paris, sa capitale, Dreux, occupe une position stratégique qui en fait un carrefour routier très fréquenté et une étape entre la Basse-Seine et les pays de la Loire.

### Hydrographie
- L'Avre (rivière de Normandie), affluent de l'Eure, qui prend sa source dans le Perche et qui sert de frontière sud à la Normandie
- La Blaise (affluent de l'Eure), affluent de l'Eure, qui traverse sur 49 km le Thymerais
- L'Eure (rivière), affluent direct de la Seine en rive gauche
- Le Blérat, petite rivière, affluent de l'Eure
- La Vesgre, affluent de rive droite de l'Eure, qui traverse sur 46 km les Yvelines et l'Eure-et-Loir
- La Drouette, affluent de la rive droite de l'Eure, qui traverse sur 40 km les Yvelines et l'Eure-et-Loir

## Histoire
Le Drouais aurait correspondu au territoire des Durocasses, peuple gaulois dépendant des Carnutes. On ne sait rien de Dreux et du Drouais à l'époque gauloise, la présence de « druides » sont des inventions de l'époque moderne. Le Drouais serait devenu pagus à l'époque romaine, mais ce ne sont que des suppositions à partir de la situation postérieure. Des traces d'habitation romaine ont été découverts à Dreux et le confluent de la Blaise et de l'Eure, mais aucune étude n'a localisé une ville ou un castellum gallo-romains. Les sources romaines indiquent une ville nommée Durocassio ou Durocassi, nom du peuple gaulois, que les érudits du XIXe siècle expliquait être constitué de Duro signifiant forteresse et
de Cassis ou Cassio signifiant guerriers. La position stratégique de la ville permit à ses seigneurs de former dès le XIe siècle le comté de Dreux et d'entretenir des relations étroites avec les premiers rois de France. Tout comme le Thymerais, il devint rapidement une terre stratégique dans les conflits opposant les rois de France aux ducs de Normandie. L'histoire régionale se confond dès lors avec l'histoire de la ville de Dreux.

## Administration et intercommunalité
D'un point de vue administratif, le Drouais appartient à l'Arrondissement de Dreux et s'étend grossièrement sur les cantons de Dreux Ouest, Dreux sud, Dreux est en totalité ainsi que sur celui d'Anet. Outre le nord-est du département d'Eure-et-Loir, le Drouais s'étend également sur les Yvelines dans la partie sud du canton de Bonnières-sur-Seine, dans la zone de l'ancien canton de Houdan ainsi que de Bréval.
Le Drouais ainsi que la partie nord du Thymerais sont couverts depuis le 1er janvier 2014 par la Communauté d'agglomération du Pays de Dreux.
Elle a repris les compétences de l'ancien syndicat mixte du Pays Drouais ainsi que de plusieurs communautés de communes ou d'agglomération antérieures :
- Communauté d'agglomération Dreux agglomération (Eure-et-Loir)
- Communauté de communes Val d'Eure et Vesgre (Eure-et-Loir)
- Communauté de communes du Val Drouette (Eure-et-Loir)
- Communauté de communes les Villages du Drouais (Eure-et-Loir)
- Communauté de communes du plateau de Lommoye, en partie (Yvelines)
- Communauté de communes du pays Houdanais (Yvelines et Eure-et-Loir)

## Patrimoine

### Naturel

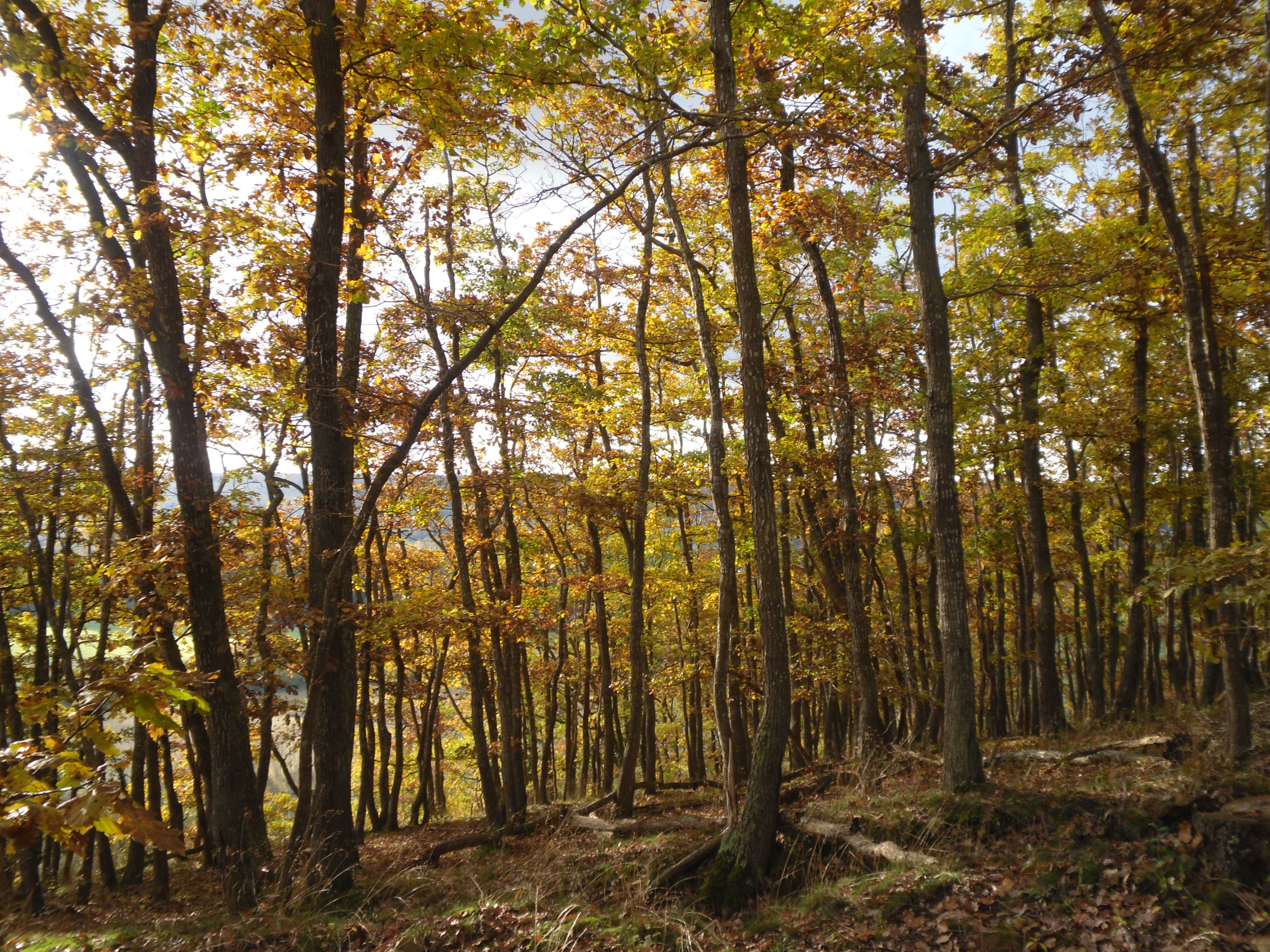
La forêt de Dreux en automne à Sorel-Moussel.

- la Forêt de Dreux qui couvre 3 300 hectares dans le nord du département d'Eure-et-Loir.

### Néolithique
- Deux polissoirs du néolithique à Abondant  Classé MH (1925)[8]
- Dolmen et polissoir du néolithique à Sorel-Moussel  Inscrit MH (1951) [9]
- Enceinte préhistorique du Fort-Harrouard du néolithique à Sorel-Moussel  Classé MH (1934)[10]
- Menhir dit de la Ville-l'Evêque du néolithique à Berchères-sur-Vesgre  Classé MH (1887)[11]

### Antique
- Vestiges de sanctuaire gallo-romain à Bû  Classé MH (1986)[12]

### Religieux
- Ancienne abbaye du XIIe à Ivry-la-Bataille  Classé MH (1932)[13]
- Domaine de la chapelle royale Saint-Louis du XIVe, nécropole de la famille d'Orléans, située dans l'enceinte du château de Dreux  Classé MH (1977)[14]
- Église Saint-Pierre XIIIe siècle de Dreux  Classé MH (1840)[15]
- Église Saint-Jacques et Saint-Christophe : église de style gothique (Houdan)
- Chapelle Saint-Sulpice du XIIe à Saint-Lubin-de-la-Haye  Inscrit MH (1964) [16]
- Église d'Anet du XIIe  Classé MH (1960)[17]
- Église Saint-Martin du XIIe à Mézières-en-Drouais  Inscrit MH (2008) [18]
- Église de Bû du XIIIe  Classé MH (1963)[19]
- Église Saint-Pierre du XIVe à Montreuil  Inscrit MH (1988) [20]
- Église de La Chaussée-d'Ivry du XIIe  Inscrit MH (1926) [21]
- Église du XVe d'Ivry-la-Bataille  Inscrit MH (1958) [22]
- Église Saint-Martin du XVIe à Rouvres  Classé MH (1992)[23]
- Église Saint-Lubin du XIIIe à Saint-Lubin-de-la-Haye  Classé MH (1967)[24]
- Église du XIIIe à Saint-Ouen-Marchefroy  Inscrit MH (1971) [25]

### Militaire
- Château de Dreux, ancien château royal, sur la commune de Dreux
- Château d'Anet du XVIe, commandité par Henri II pour Diane de Poitiers  Classé MH (1993)[26]
- Château de Louye,  Inscrit MH (2000)
- Donjon et reste des anciennes fortifications (Houdan)
- Château d'Abondant du XVIIe  Inscrit MH (1928) [27]
- Ruines du château du XVIIe siècle à Sorel-Moussel  Classé MH (1862)[28]
- Château de Guainville du XIIe  Inscrit MH (2009)  Classé MH (2012)[29]
- Château du Xe d'Ivry-la-Bataille  Classé MH (1990)[30]
- Domaine du château du Herces du XVIIIe à Berchères-sur-Vesgre Inscrit MH (1950)  Classé MH (1855) [31]

### Civil et industriel
- Ancien hôtel de ville, dit Le Beffroi du XVIe de Dreux  Classé MH (1840)[32]
- Ancien Hôtel-Dieu de Dreux du XVIe  Inscrit MH (1982) [33]
- Anciennes imprimeries Lefèbvre et ancienne librairie Broult-Dividis du XXe de Dreux  Inscrit MH (1997) [34]
- Hôtel de Caisse d'Epargne du XIXe de Dreux  Inscrit MH (2000) [35]
- Hôtel de Salvat-Duhalde du XVIIIe de Dreux  Inscrit MH (2001) [36]
- Maison romane du XIIe de Dreux Classé MH (2007)[37]
- Ancien arsenal des pompiers du XXe de Dreux  Inscrit MH (1996) [38]
- Ancien pavillon de chasse du XVIIIe à Abondant  Classé MH (1969)[39]
- Propriété de la Tour de l'Ascanne du XVIe à Saint-Ouen-Marchefroy  Inscrit MH (1976)[40]

### Gastronomique

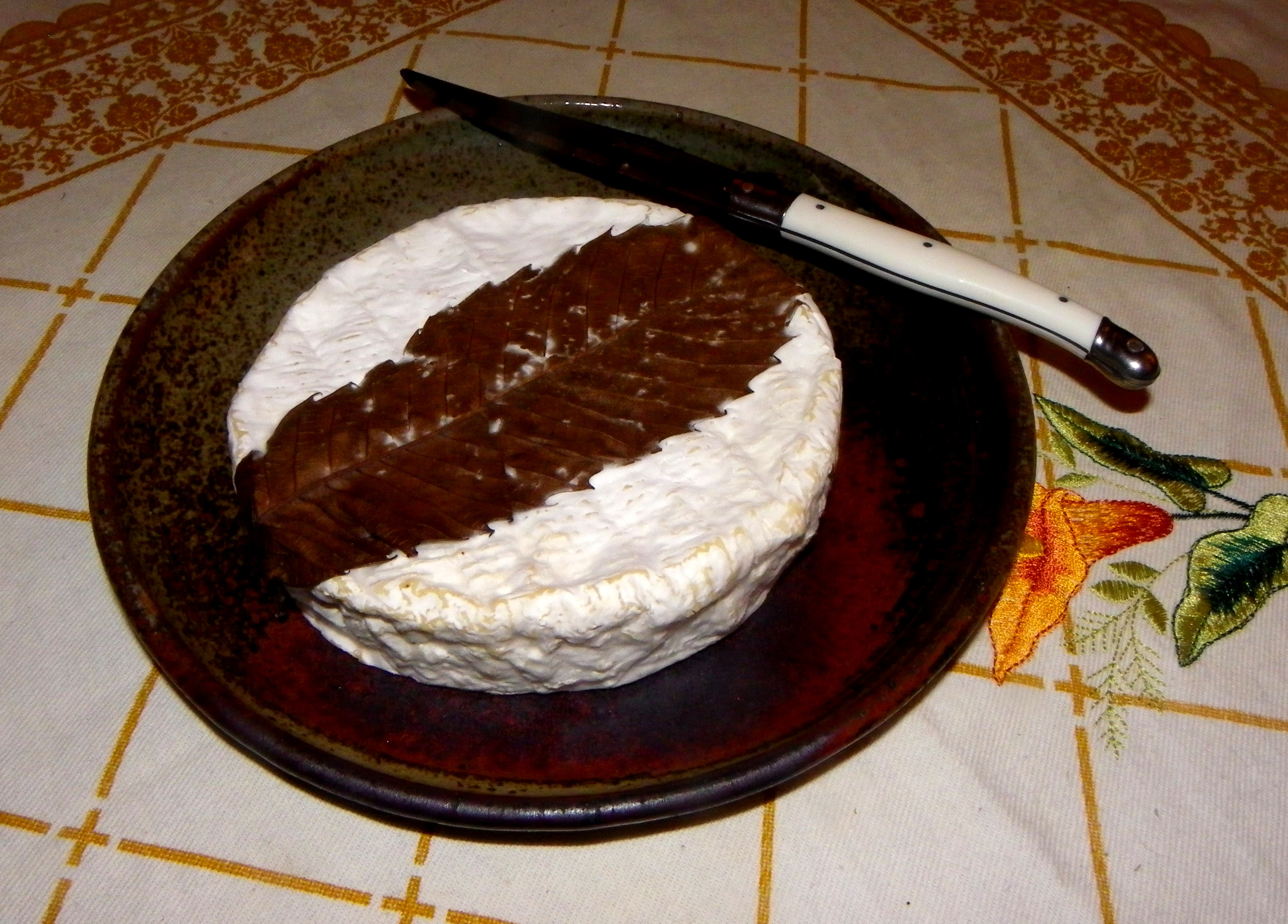
Feuille de Dreux.

- la Feuille de Dreux, fromage à base de lait de vache demi-écrémé, à pâte molle et croûte fleurie.

## Galerie

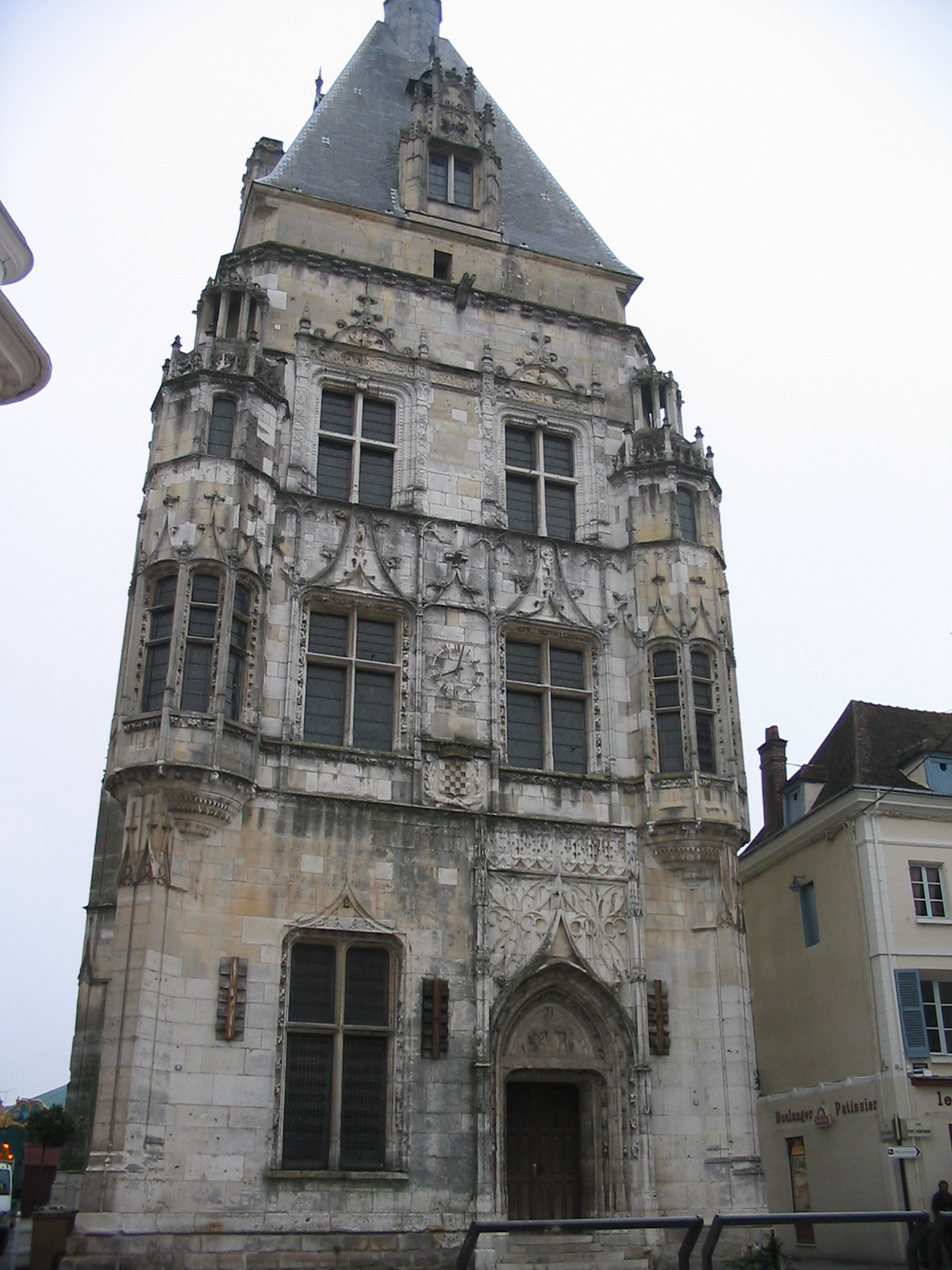
Beffroi de Dreux
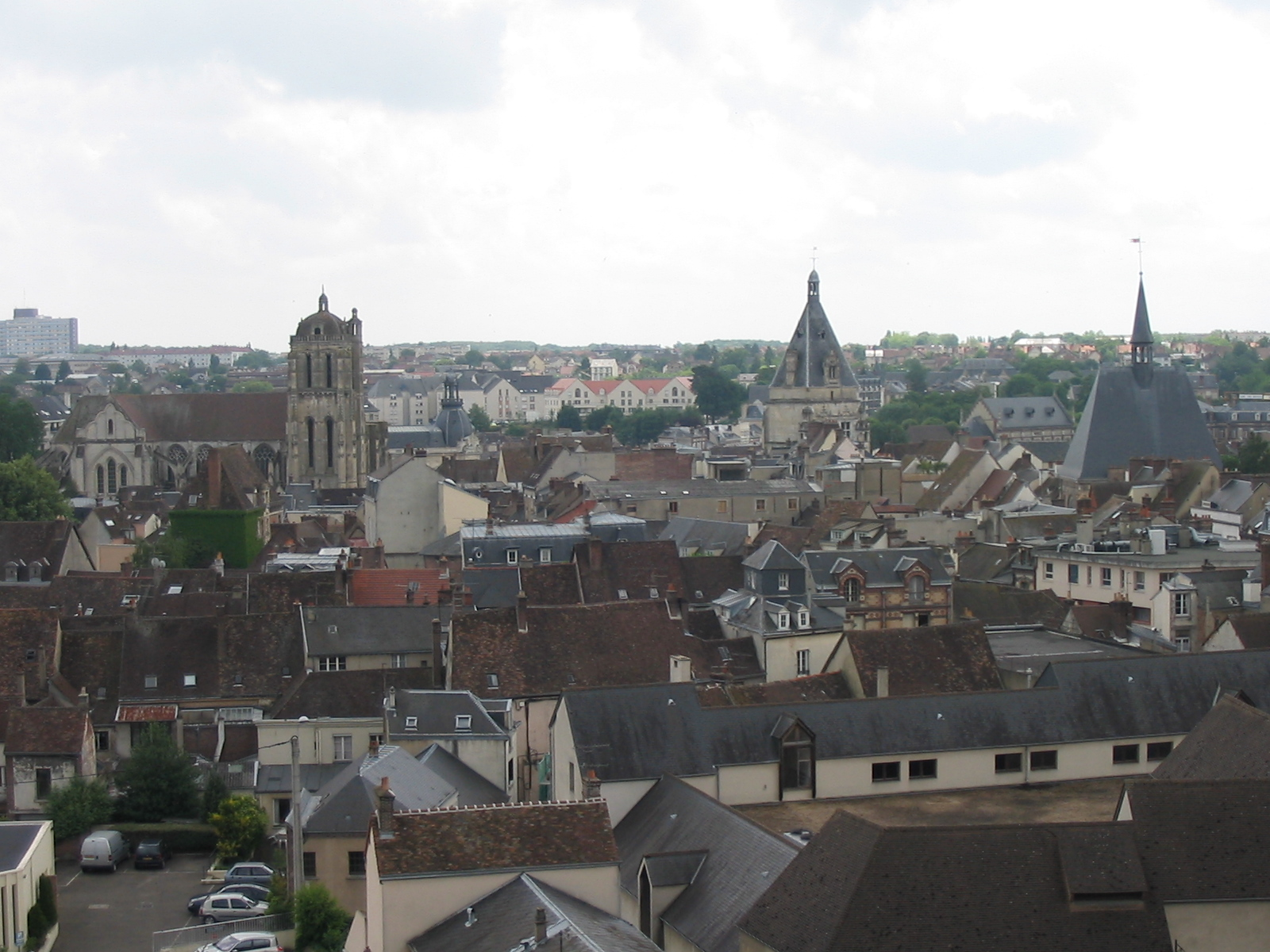
Panorama de la ville de Dreux
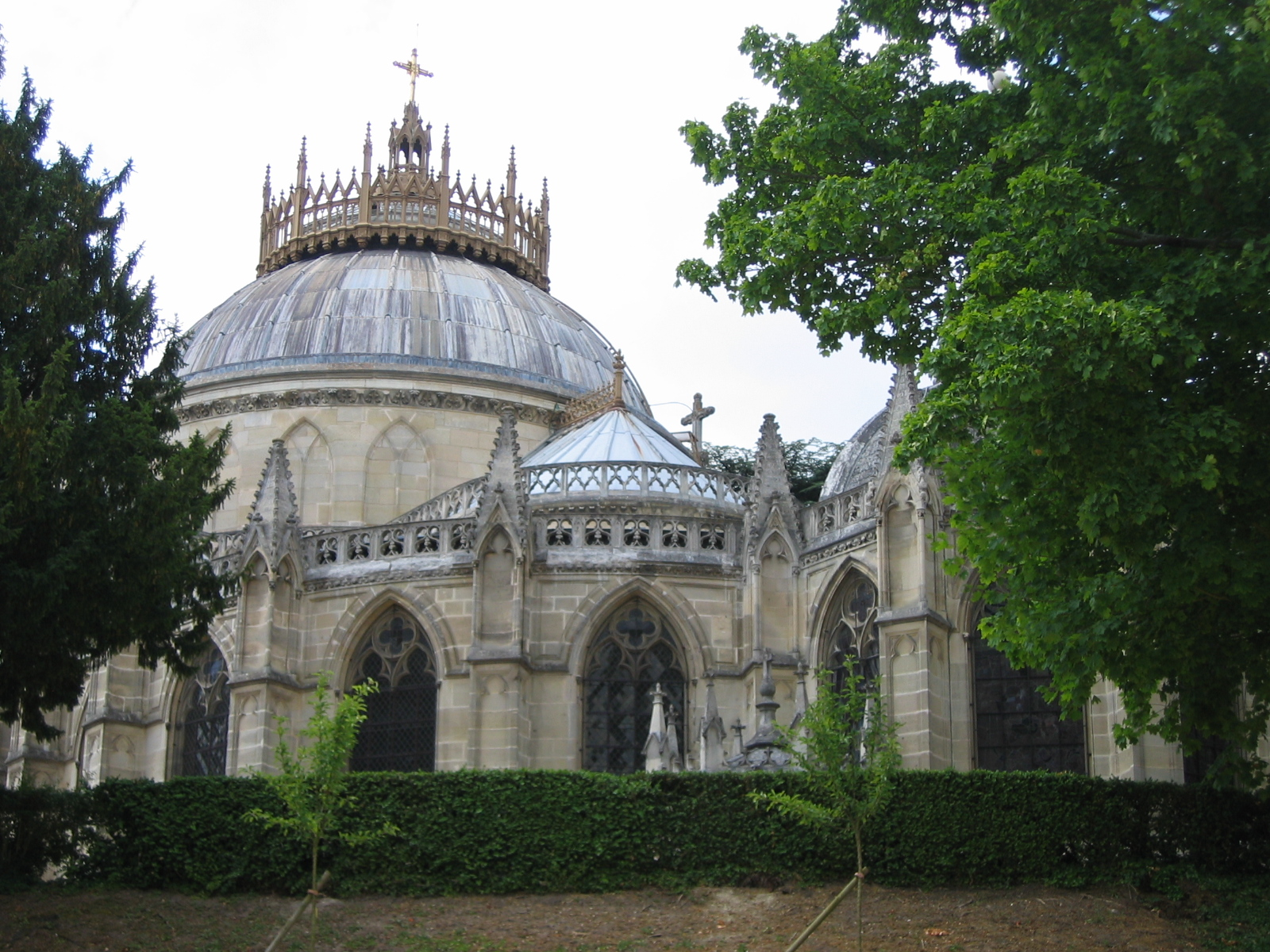
Chapelle royale de Dreux
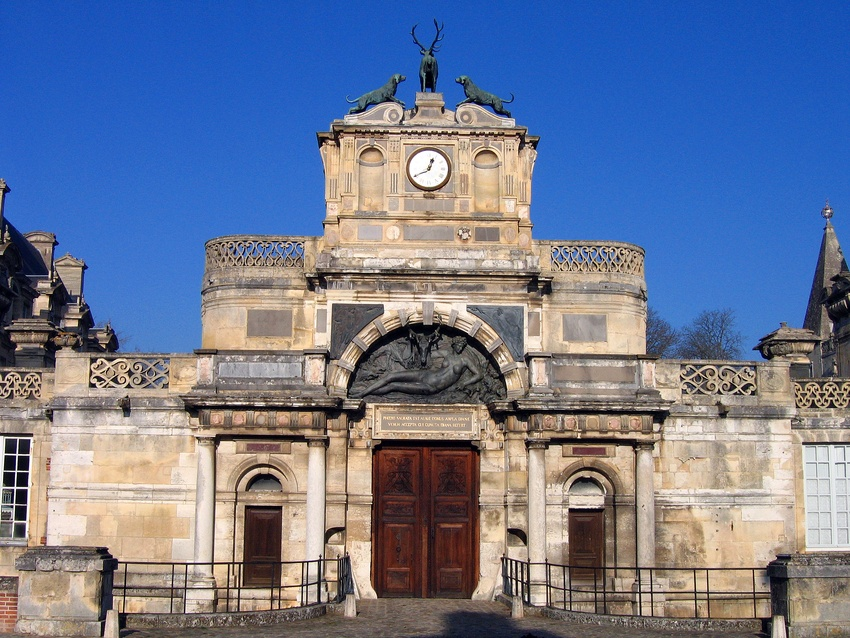
Château d'Anet
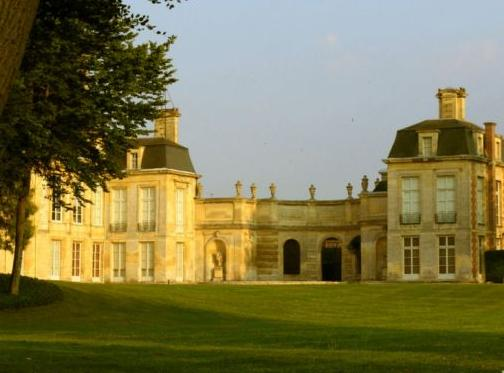
Château d'Anet
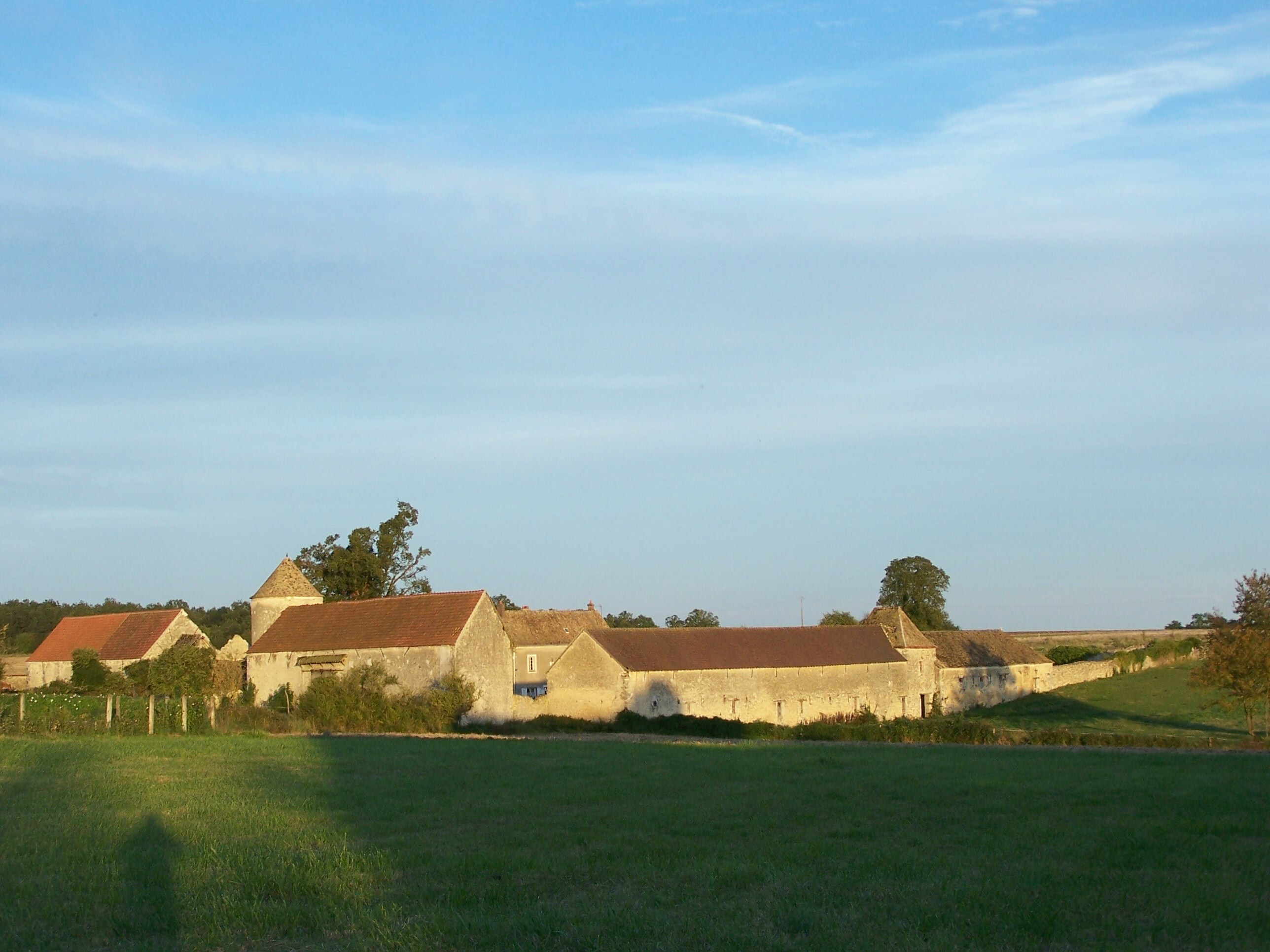
Ferme à Berchères-sur-Vesgre
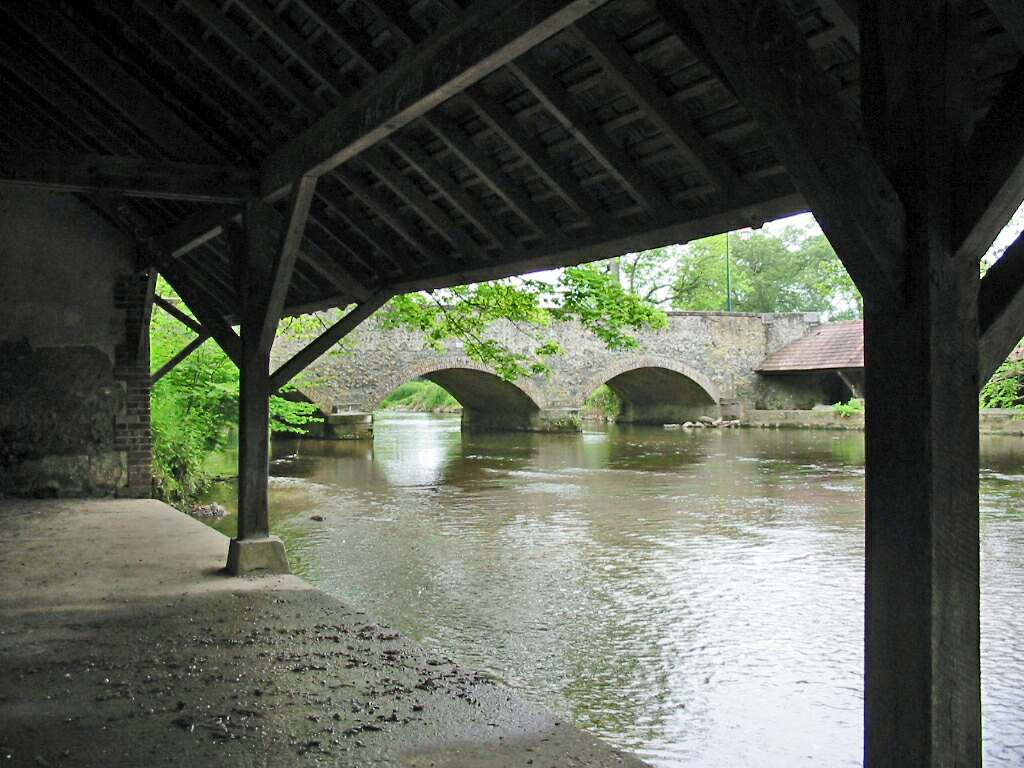
Lavoirs à Garnay
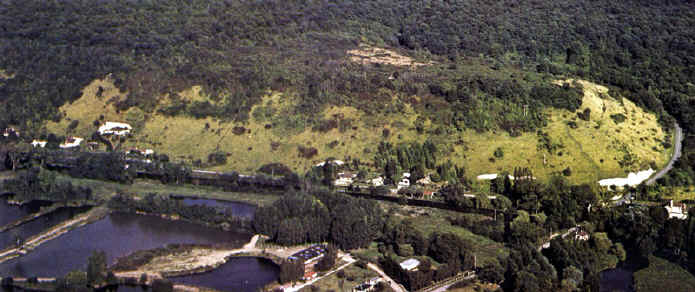
Site de Fort-Harrouard à Sorel-Moussel
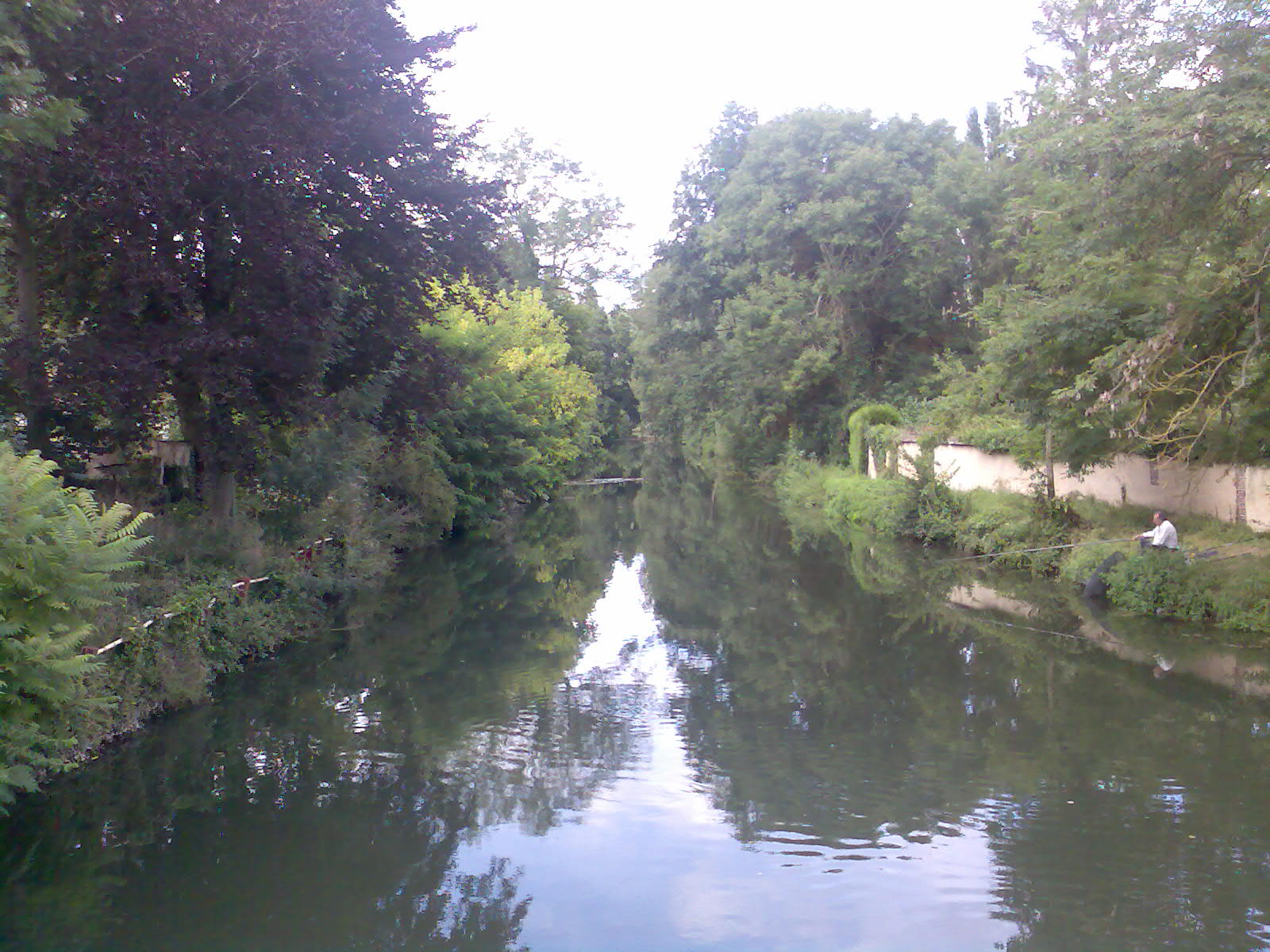
L'Eure à Ecluzelles
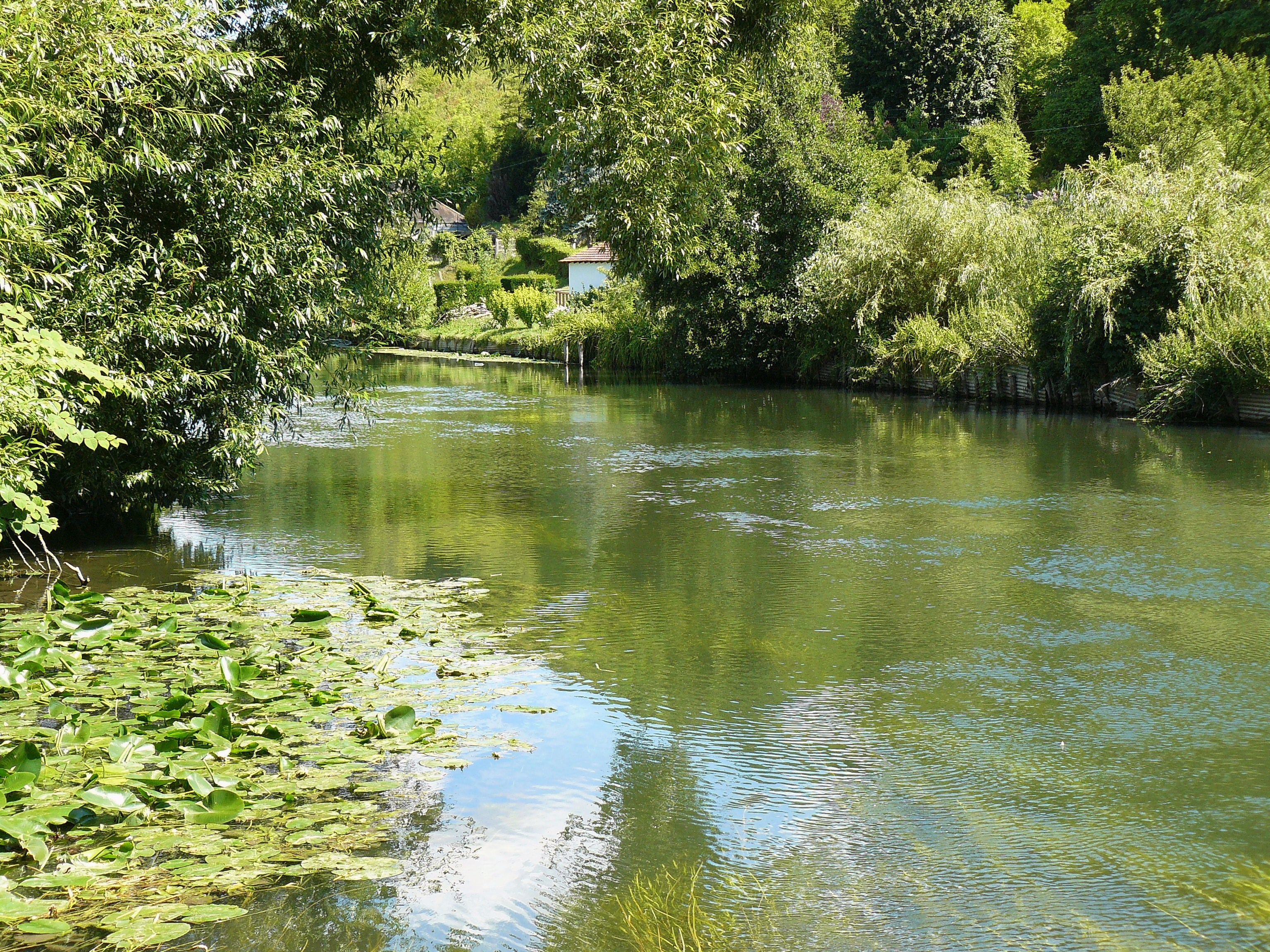
L'Eure à Marcilly-sur-Eure
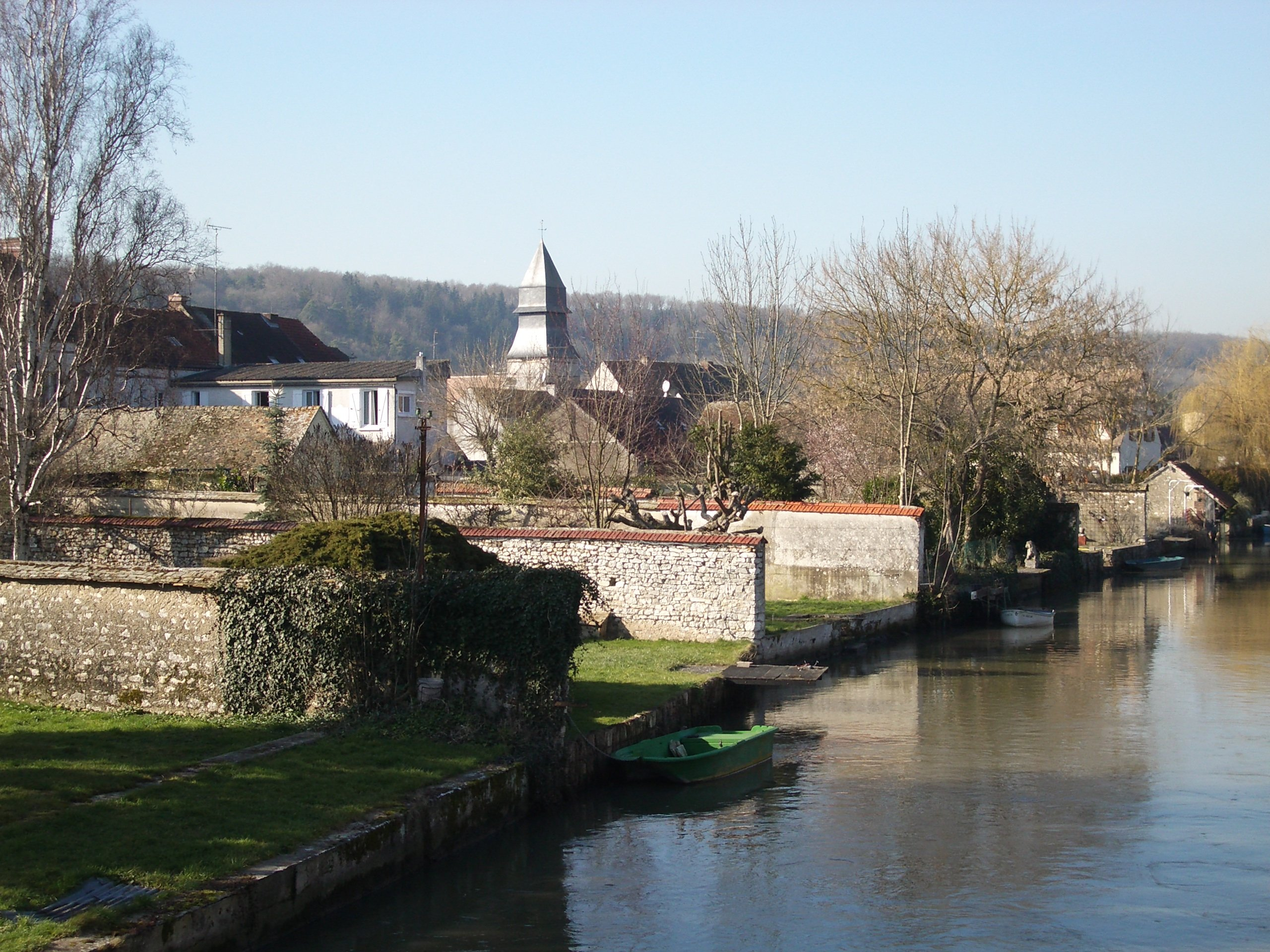
Garennes-sur-Eure
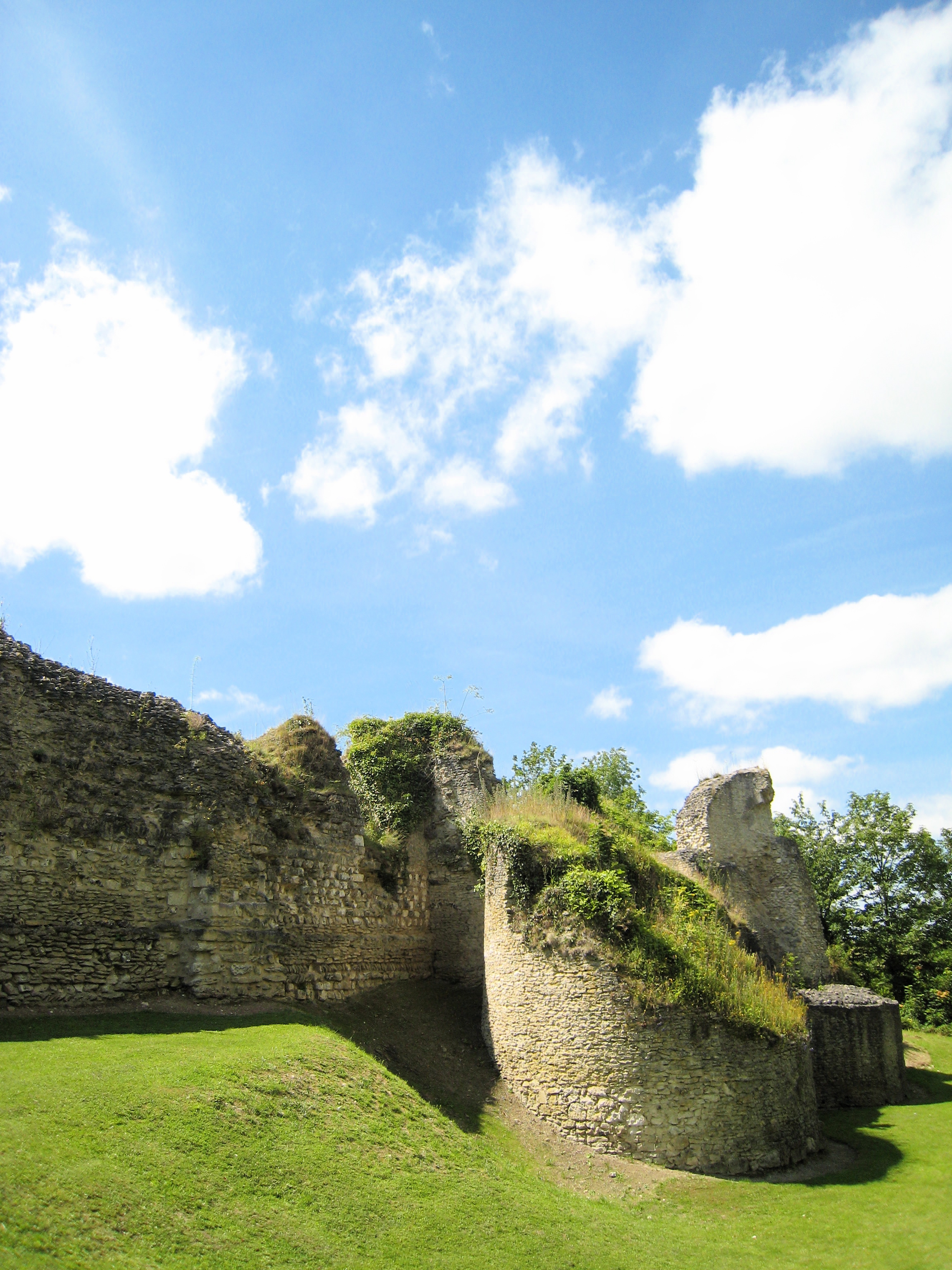
Ruines du château d'Ivry-la-Bataille
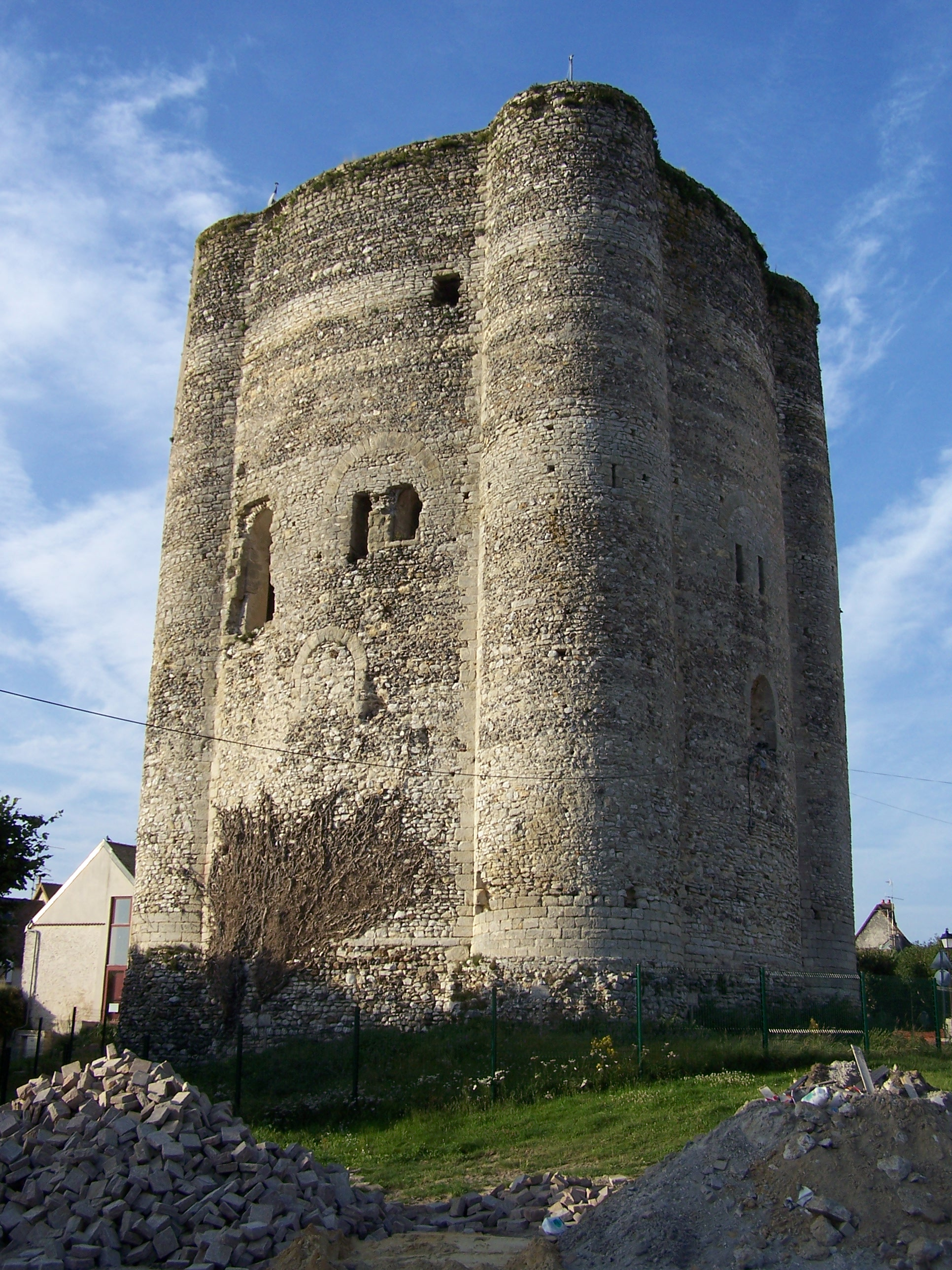
Donjon de Houdan
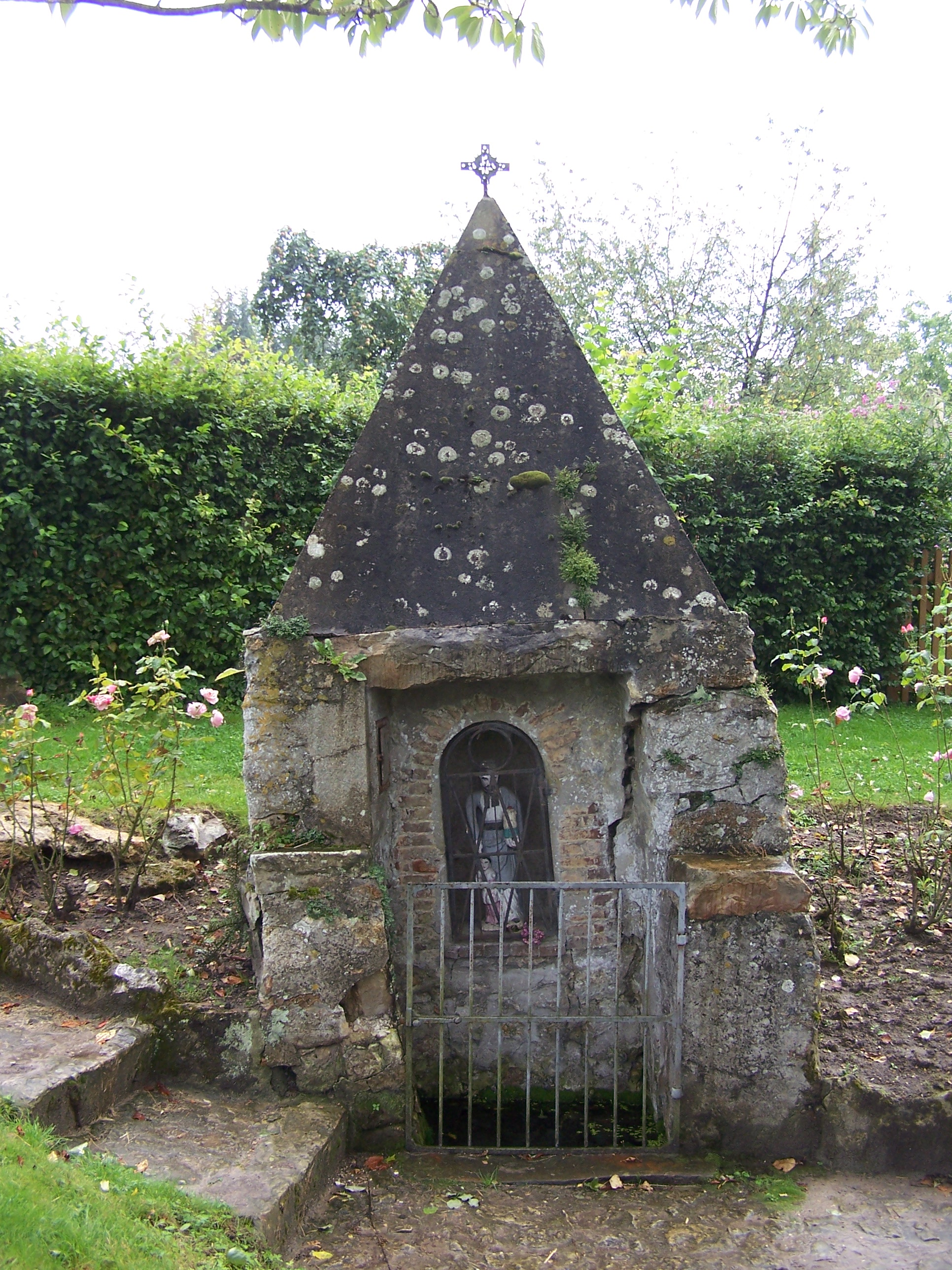
Oratoire Saint-Odon à Boissets
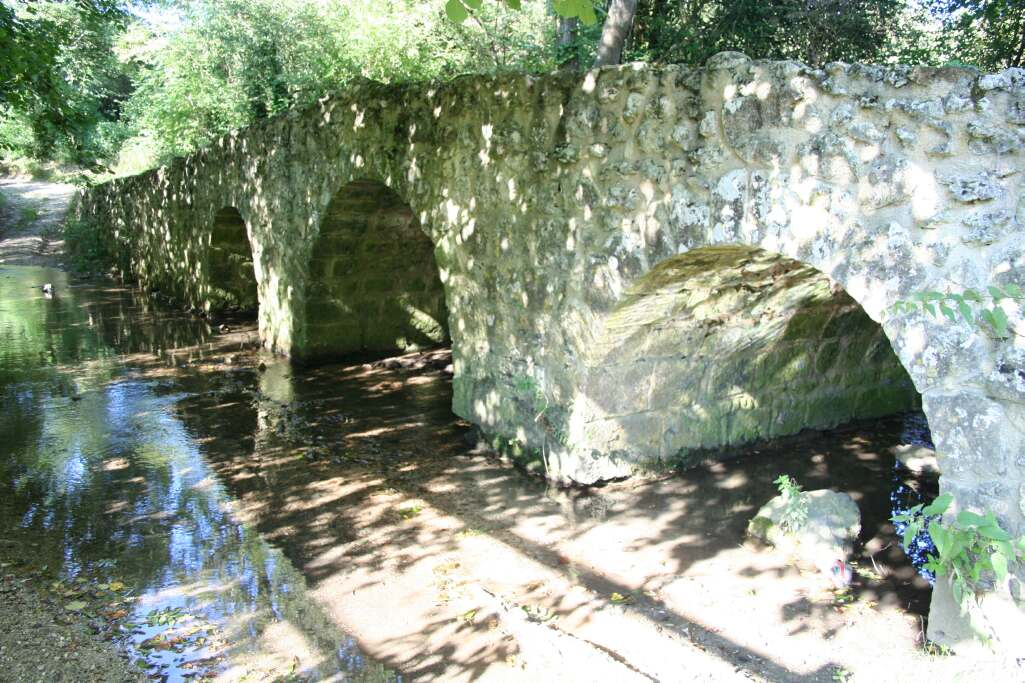
Pont romain de Montchauvet
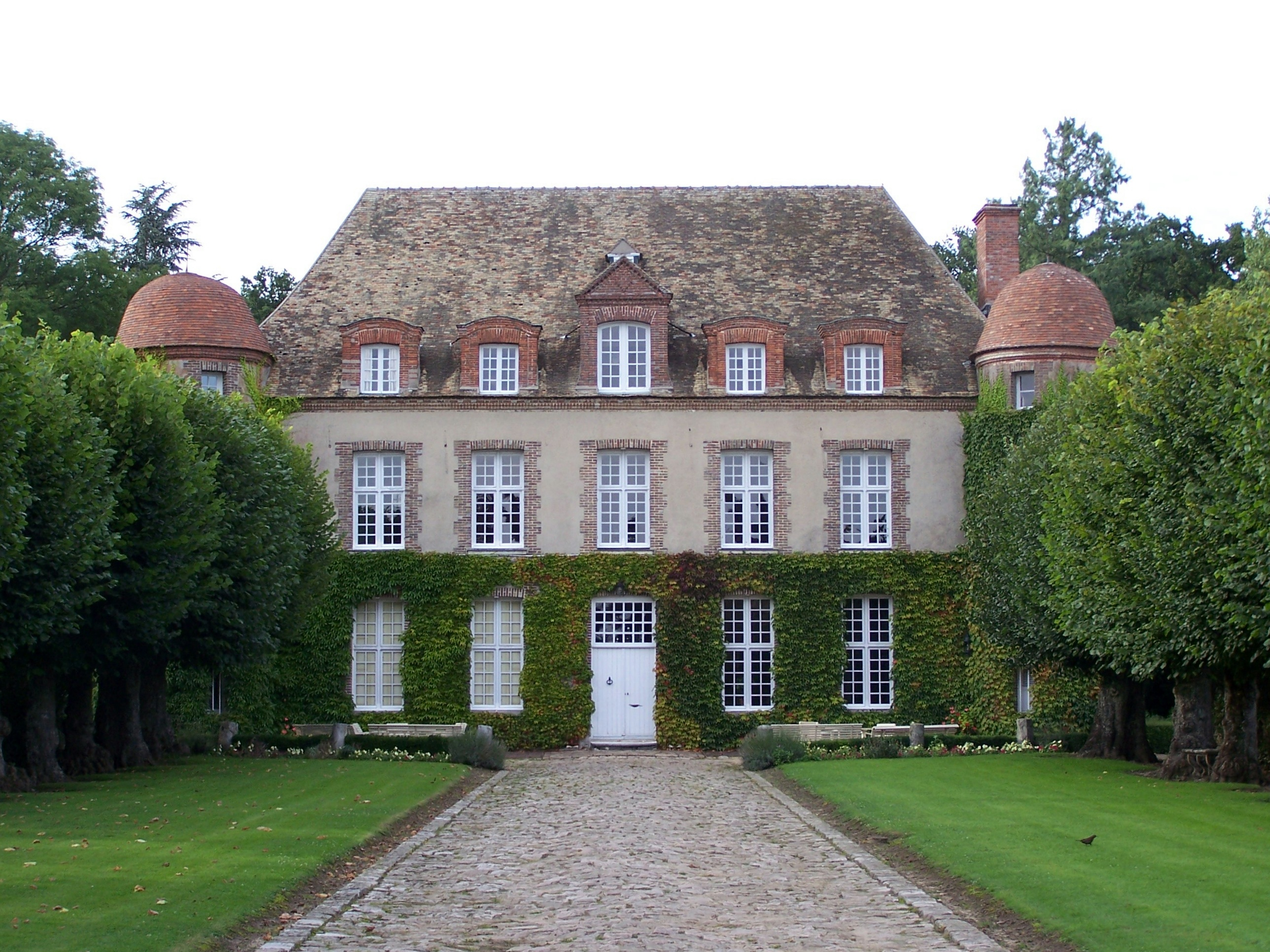
Château de Tilly